# Bliskoistočni respiratorni sindrom koronavirus
MERS-koronavirus ili Bliskoistočni respiratorni sindrom koronavirus ili EMC/2012 (HCoV-EMC/2012) je vrsta koronavirusa sa sposobnosću zaraze ljudi, šišmiša i kamela. Virus pripada porodici Betacoronavirus.
Prvotno nazvan jednostavno Novi koronavirus ili nCoV, prvi je put prijavljen 2012. godine nakon sekvenciranja genoma virusa izoliranog iz uzoraka ispljuvaka od osobe koja se razboljela 2012. godine od nove respiratorne bolesti slične gripi.
Od srpnja 2015. prijavljeni su slučajevi MERS-CoV u više od 21 zemlje, uključujući Saudijsku Arabiju, Jordan, Katar, Egipat, Ujedinjene Arapske Emirate, Kuvajt, Tursku, Oman, Alžir, Bangladeš, Indoneziju (nije potvrđeno nijedno), Austriju, Ujedinjeno Kraljevstvo, Južna Koreja, Sjedinjene Države, Kina, Tajland, i Filipini. MERS-CoV jedan je od nekoliko virusa koje WHO identificira kao vjerojatni uzrok buduće epidemije. Navode ga za hitno istraživanje i razvoj.

## Kartografija virusa
Postoje brojni napori na mapiranju koji su usmjereni na praćenje MERS-ovog koronavirusa. Dana 2. svibnja 2014. pokrenuta je Corona karta  radi praćenja korovirusa MERS-a u stvarnom vremenu na svjetskoj karti. Podaci službeno izvještavaju WHO ili Ministarstvo zdravlja odgovarajuće zemlje. HealthMap također prati izvještaje o slučajevima s uključivanjem vijesti i društvenih medija kao izvora podataka kao dijela HealthMap MERS. Na kraju, Južna Koreja je bila zaražena sredinom 2015., s 38 smrtnih slučajeva među 186 slučajeva zaraze.